# تکلا رسفول
تکلا رسفول (انگلیسی: Thekla Resvoll; ۲۲ مهٔ ۱۸۷۱ – ۱۴ ژوئن ۱۹۴۸) گیاه‌شناسی، آموزگار اهل نروژ بود.